# (41042) 1999 VB2
(41042) 1999 VB2 là một tiểu hành tinh vành đai chính. Nó được phát hiện bởi Atsushi Sugie ở Dynic Astronomical Observatory Nhật Bản, ngày 3 tháng 11 năm 1999.